# Euphorbia densiflora
Euphorbia densiflora är en törelväxtart som först beskrevs av Johann Friedrich Klotzsch, och fick sitt nu gällande namn av Johann Friedrich Klotzsch. Euphorbia densiflora ingår i släktet törlar, och familjen törelväxter. Inga underarter finns listade i Catalogue of Life.